# Trois tours de Saint-Marin

Armoiries de la République de Saint-Marin

Les Trois tours de Saint-Marin sont un ensemble de tours situées sur le mont Titano, qui surplombe la ville de Saint-Marin, capitale de la République de Saint-Marin. Ces tours assurèrent la défense de la Ville de Saint-Marin et se retrouvent stylisées sur les armoiries de la république. Elles sont aussi représentées sur des pièces de monnaie en lire de Saint-Marin et sur des pièces en euro de Saint-Marin (1 centime, 5 centimes et 50 centimes).

## Première tour
La tour de Guaita est la plus ancienne des trois tours et la plus connue. Elle a été construite durant le XIe siècle et utilisée brièvement comme prison.

## Seconde tour
La tour de Cesta est située sur le sommet du mont Titano. Elle a été construite durant le XIIIe siècle. L'édifice abrite un musée, le musée des Armes anciennes qui a été construit en 1956.

## Troisième tour
La tour de Montale est la plus petite des trois tours. Elle a été construite durant le XIVe siècle. Contrairement aux deux autres tours, cette tour n'est pas ouverte au public.

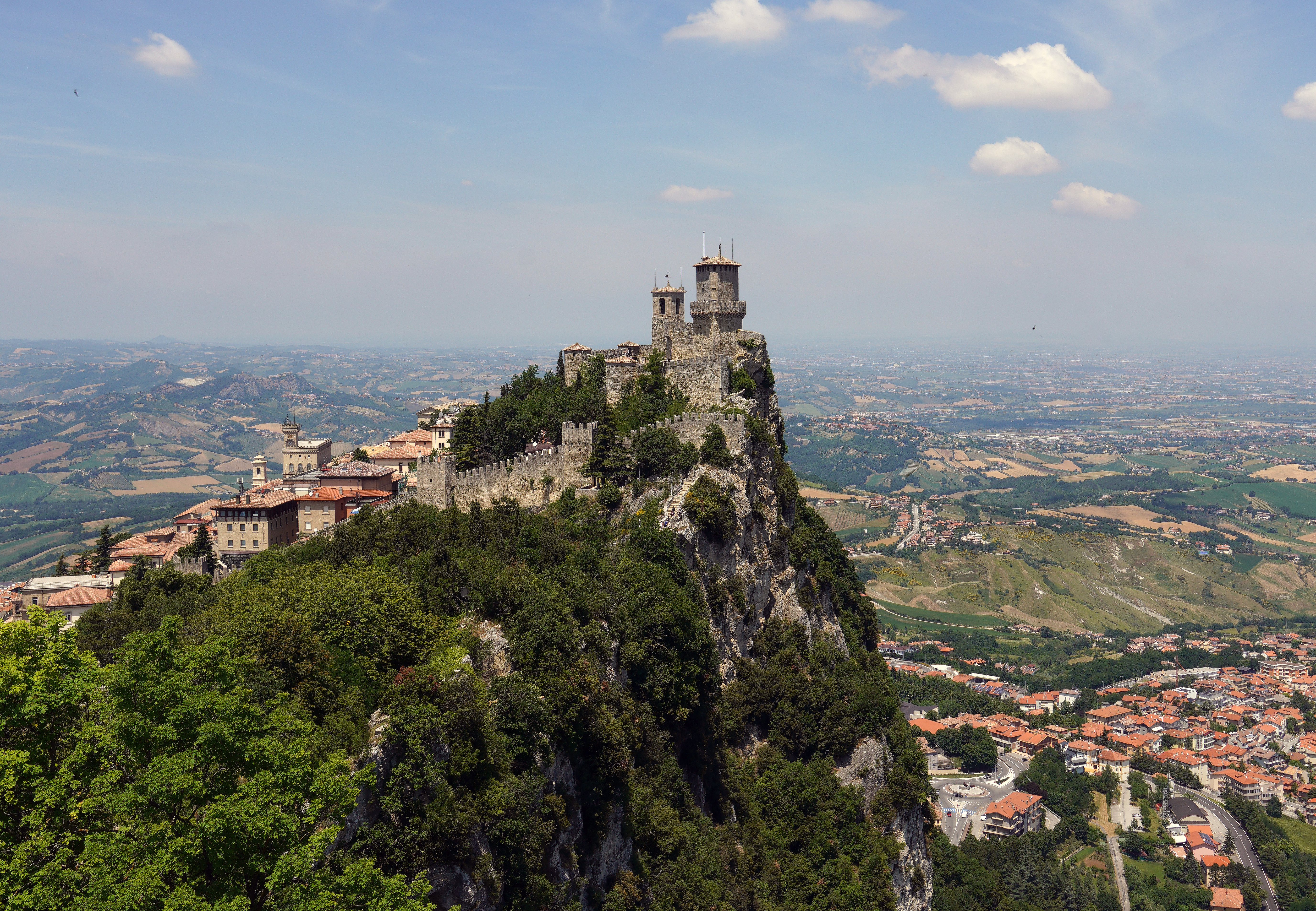
Tour de Guaita
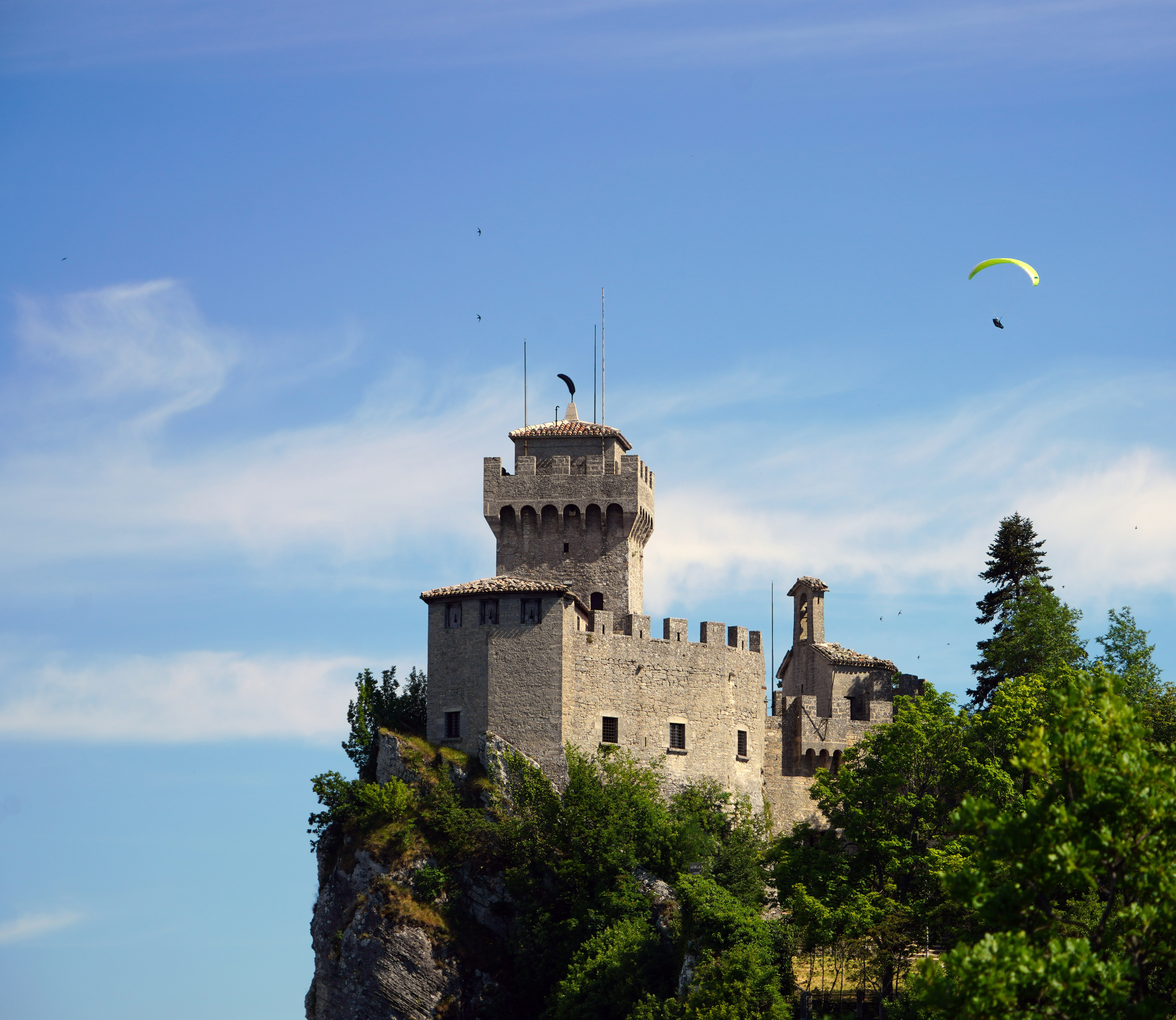
Tour de Cesta
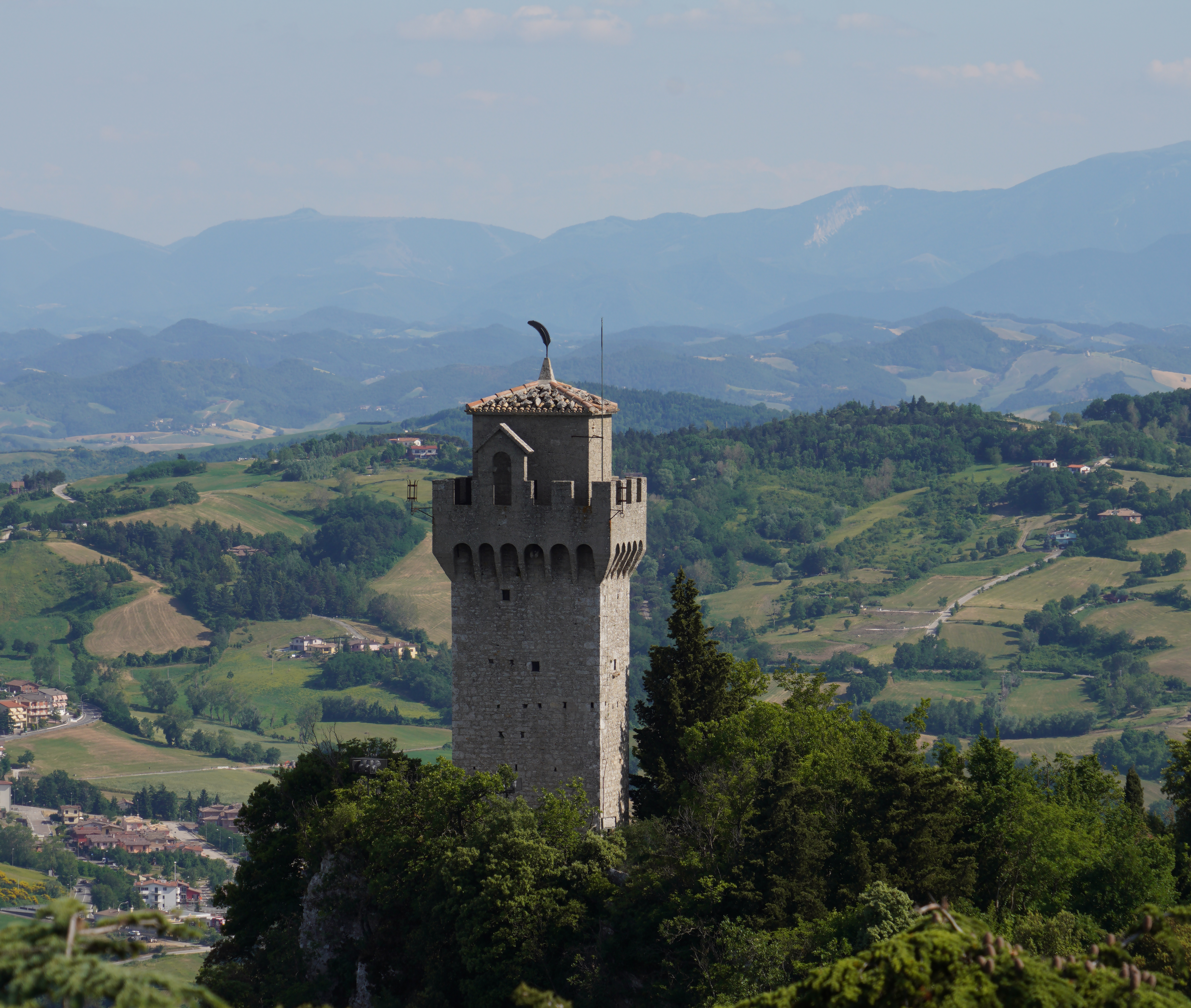
Tour de Montale